# Giorgio Grassi
Giorgio Grassi (né à Milan le 27 octobre 1935) est un architecte et universitaire italien contemporain.

## Biographie
Giorgio Grassi est né à Milan en 1935. Il étudie à l'école polytechnique de Milan où il obtient son diplôme en 1960. De 1961 à 1964 il participe à la rédaction de Casabella. Il enseigne dans diverses universités en Italie, en Espagne et en Suisse (Pescara, Valence, Lausanne, Zurich) à partir de 1965. Depuis 1977, il est professeur de composition architecturale à la faculté d'architecture de Milan.

## Œuvres architecturales
- 1970 : restauration et extension comme conseil municipal du Château Visconteo d'Abbiategrasso
- 1976 : Maison des étudiants de l'université de Chieti
- 1984 : Palais Prinz-Albrecht à Berlin
- 1985 : Restauration du théâtre romain de Sagonte
- 1989-1992 : Bibliothèque publique de Groningue
- 1990-1998 : Bibliothèque pour le nouveau campus à Valence
- 1992-1994 : l'École Carme de Abaixo à Saint-Jacques-de-Compostelle
- 1993-2001 : complexe de bâtiments sur la Potsdamer Platz de Berlin

## Écrits
- (it) La costruzione logica dell'architettura, Marsilio, Padova 1967 (rist. Allemandi, Torino 1998)
- (it) L'architettura come mestiere e altri scritti, Milano 1980
- (it) Architettura lingua morta, Milano 1988
- (it) Giorgio Grassi.Progetti per la città antica, Federico Motta, Milano 1995
- (it) Giorgio Grassi. Scritti scelti, Franco Angeli, Milano 2000
- (it) Antichi maestri, Unicopli, 2000
- (it) Teatro romano di Brescia. Progetto di restituzione e di riabilitazione, Electa, 2003